# Shanghai Airlines
Shanghai Airlines Co., Ltd. (上海航空公司) es una aerolínea con base en Shanghái, República Popular China. Opera vuelos de cabotaje e internacionales. Sus aeropuertos  principales son el Aeropuerto Internacional de Shanghái-Pudong y Aeropuerto Internacional de Shanghái-Hongqiao. It also retains a few flights at Nanjing and Hangzhou, and is one of the most concentrated "hub and spoke" airlines in China.
El 11 de junio, fue anunciado que Shanghai Airlines se fusionaría con China Eastern. En el 2010 abandona la Star Alliance tras la fusión con china aestern Airlines y actualmente es parte de skyteam

## Historia
La aerolínea fue fundada y comenzó sus operaciones en 1985. Fue fundada por el gobierno municipal de Shanghái como línea aérea independiente y local en China. Inicialmente sus vuelos eran nacionales, pero en septiembre de 1997, obtuvo la aprobación del gobierno para operar servicios internacionales. En octubre de 2002, comenzó a comercializar acciones en el mercado de Shanghái. Lanza servicios domésticos en mayo de  2004. Es la quinta más grande aerolínea de China en términos de tamaño de flota. En 2006, Shanghai Airlines Cargo, se establece con base en Taiwán EVA Air. En sus 22 años de historia, con la contribución de su Programa "Flight Operations Quality Assurance (FOQA)", Shanghai Airlines no ha sufrido ningún accidente. . Sin embargo Shanghai Airlines tuvo un accidente con resultado de una persona fallecida, mientras se despachaba un vuelo, en el que un mecánico fue succionado por una de las turbinas del avión.
Shanghai Airlines ingresó oficialmente como el 19º miembro de Star Alliance el 12 de diciembre de 2007. Con ello, tuvo planes para hacer que la terminal 2 del Aeropuerto Internacional Pudong sea exclusivamente para miembros y asociados de Star Alliance.

## Destinos
Shanghai Airlines ha indicado que vuela a Bombay, India dos veces a la semana a partir del 29 de octubre de 2011.

## Acuerdos de código compartido
| - Air Canada (Star Alliance) - Air China (Star Alliance) - Air New Zealand (Star Alliance) - All Nippon Airways (Star Alliance) - Asiana Airlines (Star Alliance) - China Eastern Airlines - China United Airlines - Korean Air (SkyTeam) - Lufthansa (Star Alliance) - Scandinavian Airlines System (Star Alliance) - Sichuan Airlines - Thai Airways International (Star Alliance) - United Airlines (Star Alliance) |

- En 2005, la aerolínea inició vuelos de código compartido con Lufthansa en vuelos de  Alemania a Shanghái.
- En 2006, la aerolínea firmó un acuerdo para el inicio de vuelos de código compartido con United Airlines entre China y Estados Unidos.

## Flota

### Flota Actual
Shanghai Airlines opera con la siguiente flota a agosto de 2023 con una edad media de 8,8 años:
Shanghai Airlines fue la última aerolínea en recibir un Boeing 757-200 (B-2876). Hay planes para adquirir aeronaves A330 para ampliar sus rutas internacionales.

## Librea
A comienzos del 2007, Shanghai Airlines modificó su esquema distintivo reemplazando las líneas centrales clásicas con una forma curveada a lo largo del costado del fuselaje. En noviembre del 2007, pintó también un Boeing 767-300 en la librea de Star Alliance.